# خاطرات بسکتبال
خاطرات بسکتبال (انگلیسی: The Basketball Diaries) فیلمی در ژانر درام است که در سال ۱۹۹۵ منتشر شد. این فیلم که بر اساس زندگینامه جیم کرول ساخته شده‌است، برای اولین بار در جشنواره فیلم ساندنس در ۲۷ ژانویه ۱۹۹۵ به نمایش درآمد.
در تاریخ ۲۱ آوریل ۱۹۹۵ به‌طور گسترده در سینماها اکران شد و نقدهای متفاوتی دریافت کرد و در باکس آفیس ۲٫۴ میلیون دلار فروش کرد.

## موضوع فیلم
این فیلم شرح حال پنج بچه تا دوران جوانی‌شان است که از خلاف‌های کوچک، کارشان را شروع می‌کنند و…

## بازیگران
- لئوناردو دی‌کاپریو
- لورین براکو
- مارک والبرگ
- برونو کیربی
- ارنی هادسون
- جولیت لوئیس
- مایکل امپریولی
- سینتیا دانیل
- بریتنی دانیل
- مایکل راپاپورت

## دعاوی حقوقی
این فیلم پس از تیراندازی در دبیرستان هیث در سال ۱۹۹۷ و کشتار دبیرستان کلمباین در سال ۱۹۹۹ جنجالی شد. منتقدان به شباهت‌هایی بین آن حملات تیراندازی و یک سکانس رؤیایی در فیلم اشاره کردند که در آن قهرمان داستان (لئوناردو دی‌کاپریو) یک کت سیاه رنگ پوشیده شش دانش‌آموز را در کلاس مدرسه‌اش مورد هدف تیراندازی قرار می‌دهد. این فیلم در شکایت‌هایی که توسط بستگان قربانیان قتل ارائه شده‌است نامگذاری شده‌است. در سال ۱۹۹۹، جک تامپسون، فعال، با طرح دعوی ۳۳ میلیون دلاری مدعی شد که توطئه فیلم (به همراه دو سایت پورنوگرافی اینترنتی، چندین شرکت بازی‌های ویدئویی، و سازندگان و توزیع کنندگان فیلم قاتلین بالفطره متولد شده در سال ۱۹۹۴) باعث تیراندازی در دبیرستان هیث شده‌است. این پرونده در سال ۲۰۰۱ منتفی شد.